# Interferômetro de Michelson
Interferômetro de Michelson é o tipo mais fundamental de interferômetro de dois feixes. A utilização consiste em dividir um feixe de luz em dois caminhos (diferentes comprimentos de onda ou materiais), refleti-los de volta e recombiná-los em um anteparo, produzindo um padrão de interferência. O instrumento pode ser usado também para medir comprimentos de onda com grande precisão.

## Descrição

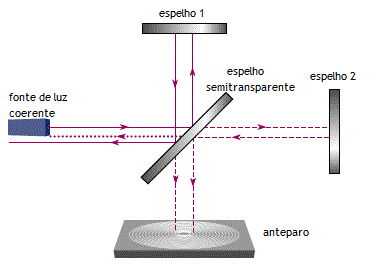
Esquema de funcionamento do Interferômetro de Michelson

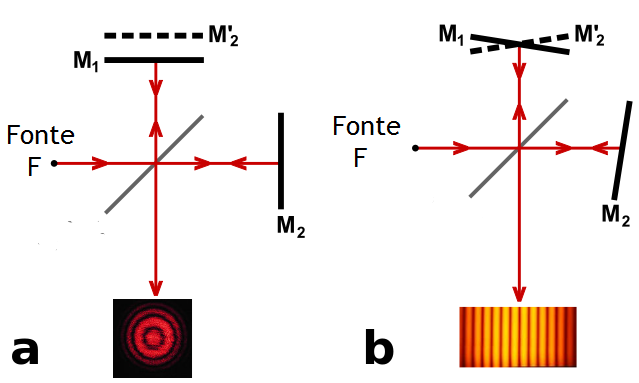
Formação das franjas no Interferômetro de Michelson

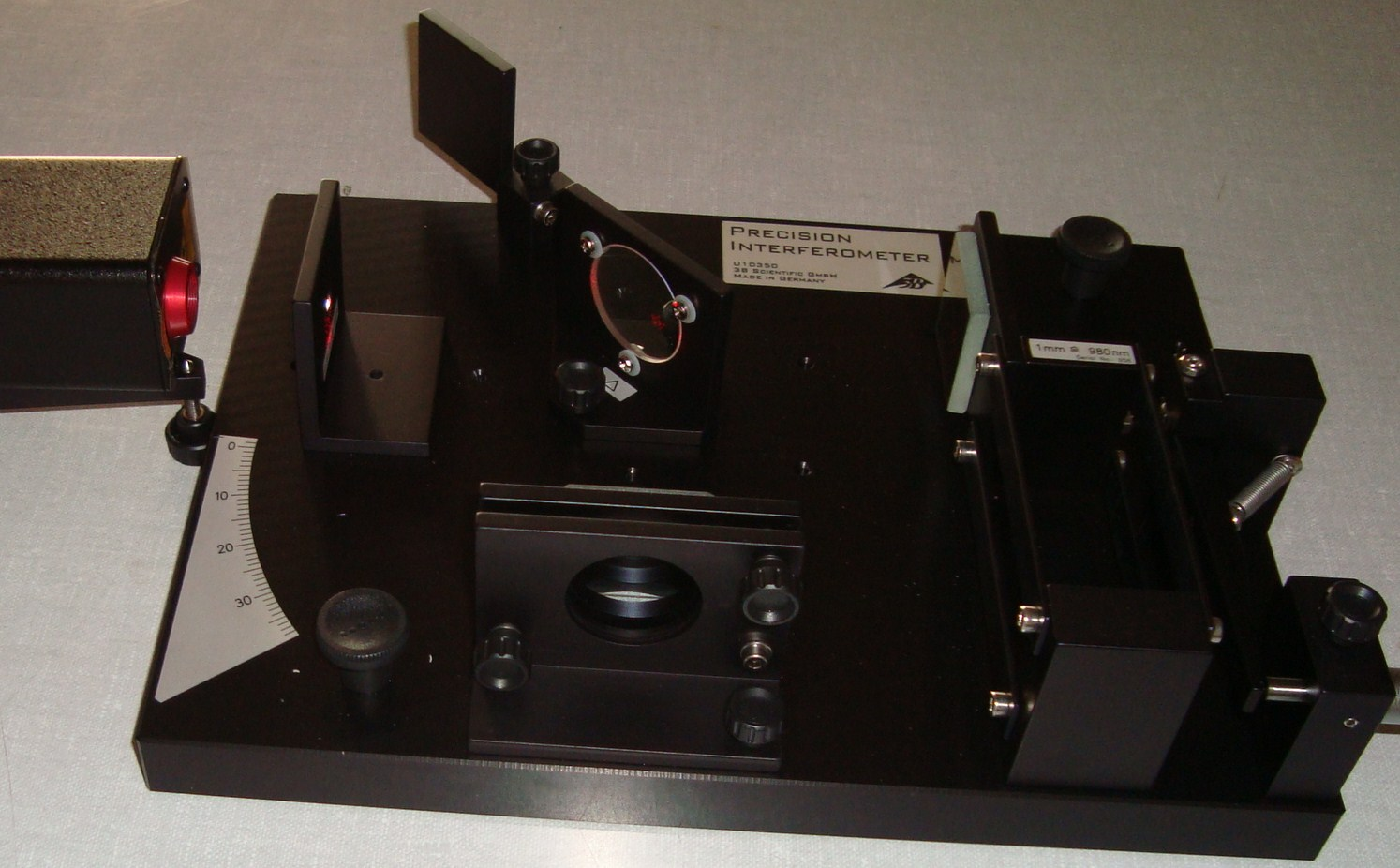
Pequeno Interferômetro de Michelson usado em experimentos didáticos de Física.

Nesse interferômetro, um feixe de luz monocromático atravessa um espelho semitransparente que faz com que o feixe incidente seja dividido em dois. Um dos feixes é transmitido através desse espelho até o espelho à direita, como mostra a figura ao lado, é refletido de volta para o espelho semitransparente e então é refletido para o detector, localizado na parte inferior da figura, enquanto o outro feixe é refletido pelo espelho semitransparente até o espelho mostrado na parte superior da figura, onde é novamente refletido, passando através do espelho semitransparente até o detector.

A energia do processo é conservada devido ao espelho semitransparente central, onde a energia das partes destrutivas é redistribuida para as partes construtivas. O efeito da interferência é alterar a parcela da luz refletida que chega, a parcela que erra e a parcela que é refletida no anteparo.
A característica do padrão de interferência depende da fonte da luz e precisamente da orientação dos espelhos e do espelho semitransparente. Em geral, se os espelhos (M1 e M2) estiverem posicionados como na situação a da figura ao lado, as franjas de interferência assumirão forma circular. Por outro lado, se os espelhos estiverem posicionados como na situação b, um cruzando o outro, as franjas de interferência tenderão a assumir forma paralela e serem igualmente espaçadas.
Quando os dois componentes da luz são recombinados no detector, pode haver uma diferença de fase entre eles, já que eles podem ter percorrido caminhos diferentes. Eles interferem construtiva ou destrutivamente, dependendo da diferença de caminho. Se os dois caminhos percorridos forem iguais ou diferirem por um número inteiro de comprimento de onda, ocorre uma interferência construtiva e é registrado um sinal forte no detector. Se, no entanto, a diferença for um número inteiro e mais meio comprimento de onda, ocorre uma interferência destrutiva e é registrado um sinal muito fraco no detector.

## Aplicações
Este aparelho foi utilizado por Albert Michelson e Edward Morley em 1887, para tentar medir o movimento da Terra em relação ao éter. Esse experimento é conhecido como a Experiência de Michelson-Morley.
Além disso, foi usado para detecção de ondas gravitacionais, como filtro de banda estreita sintonizável e como núcleo da transformada de Fourier.
No espaço, o interferômetro tem desempenhado um papel importante, revelando temperaturas e ventos na atmosfera superior, medindo larguras de Doppler e mudanças nos espectros de brilho do ar e aurora.[carece de fontes?]